# Открытый чемпионат Индии по снукеру
Открытый чемпионат Индии по снукеру (англ. Indian Open) — профессиональный рейтинговый снукерный турнир. Был основан в 2013 году и проходил в Нью-Дели, после чего в 2015 и 2016 годах розыгрыше турнира проходили в Мумбаи и Хайдарабад соответственно. Чемпионат Индии являлся вторым рейтинговым турниром в сезона 2016/17 и одним из девятнадцати рейтинговых первенств в этом сезоне. Призовой фонд турнира составляет £300,000.
В 2016 году турнир проходил в середине июля, хотя первый Чемпионат Индии проходил в середине октября, а второй — в середине марта. Формат турнира включает в себя один квалификационный раунд, который проходит в Англии и в котором принимают участие 128 снукеристов. В основную стадию попадают 64 победителя квалификационных матчей, к которым присоединяются владельцы ўайлдкард. В 2016 году два матча квалификации (с участием действующего чемпиона и с участием единственного индийского профессионала) были перенесены на основную арену и проходили в первый день соревнования в рамках основной стадии.
В 2013 году первым победителем турнира стал китайский снукерист Дин Цзюньхуэй, который победил в финале местного игрока Адитъя Мехта. Он же выполнил и наивысший брейк в истории соревнование — 142 балла. В 2015 году свой первый рейтинговый титул получил Майкл Уайт, победив в финальном поединке Рики Уолдена. В 2016 году также первый рейтинговый титул на турнире в Индии обрёл шотландец Энтони Макгилл, переиграв в финальном поединке Кайрен Уилсона, а Марк Кинг повторил высшую серию турнира.

## Призовой фонд
| Достижение         | Призовые |
| ------------------ | -------- |
| Победитель         | £50,000  |
| Финалист           | £25,000  |
| Полуфиналисты      | £13,500  |
| Четвертьфиналисты  | £9,000   |
| 1/8 финала         | £6,000   |
| 1/16 финала        | £3,000   |
| 1/32 финала        | £2,000   |
| Наивысший брейк    | £2,000   |
| Призовой фонд      | £300,000 |
| Максимальный брэйк | £30,000  |

## Победители
| Год                       | Чемпион                   | Финалист                  | Счёт                      | Сезон                     |
| Indian Open (рейтинговый) | Indian Open (рейтинговый) | Indian Open (рейтинговый) | Indian Open (рейтинговый) | Indian Open (рейтинговый) |
| ------------------------- | ------------------------- | ------------------------- | ------------------------- | ------------------------- |
| 2013                      | Дин Цзюньхуэй             | Адитъя Мехта              | 5 : 0                     | 2013/14                   |
| 2015                      | Майкл Уайт                | Рики Уолден               | 5 : 0                     | 2015/16                   |
| 2016                      | Энтони Макгилл            | Кайрен Уилсон             | 5 : 2                     | 2016/17                   |

### Финалисты турнира
| Игрок          | П | Ф | КФ | ВТ   | Финалы |
| -------------- | - | - | -- | ---- | ------ |
| Энтони Макгилл | 1 | 0 | 1  | 2016 | —      |
| Майкл Уайт     | 1 | 0 | 1  | 2015 | —      |
| Дин Цзюньхуэй  | 1 | 0 | 1  | 2013 | —      |
| Кайрен Уилсон  | 0 | 1 | 1  | —    | 2016   |
| Рики Уолден    | 0 | 1 | 1  | —    | 2015   |
| Адитъя Мехта   | 0 | 1 | 1  | —    | 2013   |

#### Победители турнира по странам
| Страна    | КП | ОКП | Первый титул | Последний титул |
| --------- | -- | --- | ------------ | --------------- |
| Шотландия | 1  | 1   | 2016         | 2016            |
| Уэльс     | 1  | 1   | 2015         | 2015            |
| Китай     | 1  | 1   | 2013         | 2013            |

## Рекорды Indian Open

### Общие результаты розыгрышей
| Год  | Победитель     | ЛСС                                                  | АНС                     |
| ---- | -------------- | ---------------------------------------------------- | ----------------------- |
| 2013 | Дин Цзюньхуэй  | Дин Цзюньхуэй (5), Нил Робертсон (5)                 | Дин Цзюньхуэй (142)     |
| 2015 | Майкл Уайт     | Майкл Уайт (3), Тепчайя Ун-Нух (3), Марк Уильямс (3) | Стюарт Каррингтон (138) |
| 2016 | Энтони Макгилл | Энтони Хэмилтон (2), Сяо Годун (2), Шон Мерфи (2)    | Марк Кинг (142)         |

### Достижения игроков

#### Все розыгрыши
Наибольшее количество выигранных титулов
1,   Энтони Макгилл (2016),  Майкл Уайт (2015),  Дин Цзюньхуэй (2013)
Наибольшее количество финалов
1,   Энтони Макгилл (2016),  Кайрен Уилсон (2016),  Майкл Уайт (2015),  Рики Уолден (2015),  Дин Цзюньхуэй (2013),  Адитъя Мехта (2013).
Наибольшее количество полуфиналов
1,   Энтони Макгилл (2016),  Кайрен Уилсон (2016),  Шон Мерфи (2016),  Найджел Бонд (2016),  Майкл Уайт (2015),  Рики Уолден (2015),  Марк Уильямс (2015),  Тепчайя Ун-Нух (2015),  Дин Цзюньхуэй (2013),  Адитъя Мехта (2013),  Робби Уильямс (2013),  Стивен Магуайр (2013).
Наибольшее количество четвертьфиналов
2,   Энтони Макгилл (2013, 2016),  Стивен Магуайр (2013, 2016),  Майкл Уайт (2013, 2015).
Наибольшее количество выходов в 1/8 финала
2,   Энтони Макгилл (2013, 2016),  Стивен Магуайр (2013, 2016),  Майкл Уайт (2013, 2015),  Марк Уильямс (2013, 2015),  Роберт Милкинс (2015, 2016),  Гэри Уилсон (2013, 2016),  Кайрен Уилсон (2015, 2016),  Найджел Бонд (2015, 2016),  Джон Хиггинс (2013, 2015),  Джо Пэрри (2013, 2015),  Марк Дэвис (2013, 2015).
Наибольшее количество выходов в 1/16 финала
3 (все розыгрыши),  Марк Дэвис,  Марк Уильямс,  Энтони Макгилл.
Наибольшее количество участий в основной стадии турнира
3 (все розыгрыши),  Марк Дэвис,  Марк Уильямс,  Энтони Макгилл,  Панкай Адвани,  Найджел Бонд,  Джейми Бёрнетт,  Майк Данн,  Марк Джойс,  Джейми Джонс,  Райан Дэй,  Адитъя Мехта,  Дечават Пумчжаенг,  Майкл Уайт,  Гэри Уилсон,  Рики Уолден,  Питер Эбдон